# Chích lá núi
Chích lá núi (danh pháp hai phần: Phylloscopus trivirgatus) là một loài chích lá thuộc chi Chích lá, họ Chích lá. Loài này phân bố ở.